# Jane Goeppinger
Jane Goeppinger es una deportista estadounidense que compitió en natación sincronizada. Ganó una medalla de oro en el Campeonato Mundial de Natación de 1978, en la prueba de equipo.

## Palmarés internacional
| Campeonato Mundial | Campeonato Mundial      | Campeonato Mundial | Campeonato Mundial |
| Año                | Lugar                   | Medalla            | Prueba             |
| ------------------ | ----------------------- | ------------------ | ------------------ |
| 1978               | Berlín Occidental (RFA) | Medalla de oro     | Equipo             |